# John Bardeen
John Bardeen (Madison, 23 maggio 1908 – Boston, 30 gennaio 1991) è stato un fisico e ingegnere elettrotecnico statunitense.
È l'unico ad aver vinto due premi Nobel in Fisica, nel 1956 per il transistor, assieme a William Bradford Shockley e Walter Houser Brattain, e nel 1972 per la teoria fondamentale della superconduttività ordinaria assieme a Leon Neil Cooper e John Robert Schrieffer, nota anche come teoria BCS.

## Biografia
John Bardeen nacque a Madison, Wisconsin da Charles e Althea Bardeen. Il talento di Bardeen per la matematica emerse subito fin dai suoi primi anni scolastici. Bardeen ottenne il diploma di scuola secondaria all'età di 15 anni, ma avrebbe potuto ottenerlo prima. Entrò all'Università del Wisconsin nel 1923.
Un suo figlio, James Bardeen, fu anch'egli un affermato fisico teorico, autore di importanti lavori sulla relatività generale.

### Carriera accademica

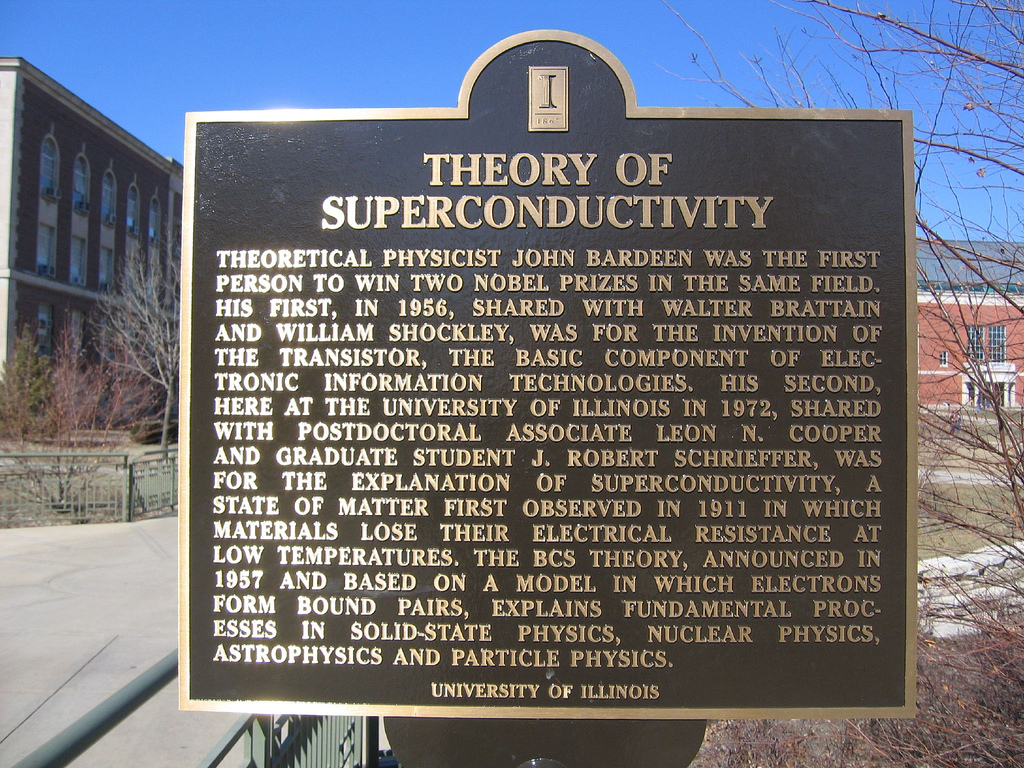
Targa commemorativa nell'Università dell'Illinois che ricorda John Bardeen e i suoi due premi Nobel per la fisica

Bardeen conseguì il Bachelor e la Laurea in Ingegneria elettrica all'Università del Wisconsin nel 1928. Qui seguì sia corsi di matematica che di fisica, terminando gli studi universitari con una tesi in fisica matematica su un problema di fisica dei solidi, sotto la guida del premio Nobel Eugene Wigner. Conseguì poi il Ph.D. a Princeton nel 1936.
A partire dal 1938 Bardeen lavorò come assistente presso l'Università del Minnesota. Nel 1943 fu invitato a far parte del Progetto Manhattan, ma rifiutò. Durante gli anni di guerra collaborò con l'Istituto di Ricerche Navali (USA).
Dopo la fine della Seconda guerra mondiale, Bardeen cercò di riprendere la carriera accademica, ma l'Università del Minnesota non comprese l'importanza delle ricerche sui semiconduttori. Bardeen decise quindi di accettare un'offerta dei Bell Laboratories nel 1945. Qui condusse ricerche fondamentali che culminarono con l'invenzione dei transistor (1947).
Non molti anni dopo, Bardeen riuscì a trovare impiego presso l'Università dell'Illinois, a Urbana, dove rimase fino al pensionamento. Qui partecipò allo sviluppo della teoria BCS, che gli valse il secondo premio Nobel; ebbe tra i suoi studenti Nick Holonyak Jr., che di lì a pochi anni mise a punto il primo LED della storia.